# Supercopa d'Europa de futbol 1987
La Supercopa d'Europa de futbol 1987 es va disputar entre el Porto i l'Ajax, amb victòria pel Porto per 2–0 en el global de l'eliminatòria.

## Detalls de partit

### Anada
| AFC Ajax | 0–1     | FC Porto  |
| -------- | ------- | --------- |
|          | Informe | Barros 5' |

### Tornada
| FC Porto  | 1–0     | AFC Ajax |
| --------- | ------- | -------- |
| Sousa 70' | Informe |          |

| Supercopa d'Europa 1987 |
| ----------------------- |
|                         |
| FC Porto Primer títol   |